# Goran Aleksić (Handballspieler)
Goran Aleksić (12. September 1982) ist ein österreichischer Handballtrainer und ehemaliger Handballtorwart serbischer Herkunft.

## Karriere
Aleksić war bis 2005 für HC Napredak Kruševac aktiv, ehe er von RK Proleter Zrenjanin für zwei Jahre verpflichtet wurde. 2007 unterschrieb der 2,02 Meter große Torwart bei Roter Stern Belgrad. In dieser Spielzeit nahm er das erste Mal an der EHF Champions League und später am EHF-Cup teil. Für die Saison 2008/09 sicherte sich RK Rudar Evj Trbovlje seine Dienste. Ab der Saison 2009/10 lief der Serbe in der Handball Liga Austria für Bregenz Handball auf. Gleich in seinem ersten Jahr bei den Vorarlbergern sicherte er sich mit dem Team den Österreichischen Meister-Titel. Weiters nahm er mit den Mannen vom Bodensee 2009/10 und 2010/11 an der EHF Champions League und 2009/10, 2010/11, 2011/12, 2013/14 sowie 2014/15 am EHF Cup teil. 2014 einigte sich Aleksić mit Bregenz und verlängerte bis 2017 bei den Vorarlbergern. Im Dezember 2015 erhielt er die österreichische Staatsbürgerschaft und wurde in die österreichische Männer-Handballnationalmannschaft aufgenommen. 2021/22 sicherte sich Aleksić, mit den Vorarlbergern, den ÖHB-Cup.
Sein Debüt für die österreichische Nationalmannschaft gab er am 2. November 2016 gegen Finnland.

## Karriere als Trainer
Nach dem Ende seiner aktiven Spielerkarriere ist Aleksić als Torwarttrainer tätig. Derzeit ist er Assistenz- und Torwarttrainer beim Schweizer Rekordmeister LC Brühl Handball. Zudem ist er Torwarttrainer beim SV Fides in der Schweizer National Liga B, sowie im Schweizer Handballverband, wo er die Juniorinnen betreut.

## Erfolge als Spieler
- Roter Stern Belgrad
  - 1 × Serbischer Meister 2007/08
- Bregenz Handball
  - 1 × Österreichischer Meister 2009/10
  - 1 × österreichischer Pokalsieger 2021/22

## Erfolge als Trainer
- LC Brühl Handball
  - 1 × Schweizer Meister 2024/25